# Indemini
Indemini es una antigua comuna suiza del cantón del Tesino, situada en el distrito de Locarno, círculo de Gambarogno.

## Fusión
A partir del 25 de abril de 2010 la comuna de Indemini es una de las nueve "fracciones" de la comuna de Gambarogno, junto con las antiguas comunas de Caviano, Contone, Gerra (Gambarogno), Magadino, Piazzogna, San Nazzaro, Sant'Abbondio y Vira (Gambarogno).
Caviano fue una de las ocho comunas en aprobar la votación consultativa del 27 de noviembre de 2007 en la que se preguntaba a los votantes si estaban de acuerdo con la fusión de las nueve comunas en una sola denominada Gambarogno. En Indemini de un total de 34 votos (60 % de participación), 29 fueron a favor (80%), mientras que 7 fueron desfavorables (20%).

## Geografía
A diferencia de las fracciones vecinas, Indemini se encuentra situada a una altura superior sobre los Prealpes de Lugano, además es de todas la menos poblada con menos de 50 habitantes. La antigua comuna limitaba al norte con las comunas de San Nazzaro y Piazzogna, al noreste con Vira (Gambarogno), al este con Sigirino y Alto Malcantone, al sur con Curiglia con Monteviasco (IT-VA), y al oeste con Veddasca (IT-VA), Sant'Abbondio y Gerra (Gambarogno).